# Hélène e i suoi amici
Hélène e i suoi amici (Hélène et les garçons), è una sitcom di produzione francese. È stata trasmessa anche in Italia, negli anni 1996 e 1997, da Italia 1 nella fascia del primo pomeriggio.

## Trama
Spin-off di Primi baci (la protagonista, Hélène Girard, è la sorella maggiore di Justine Girard, protagonista di Primi baci), questa sitcom mette al centro le avventure sentimentali di un piccolo gruppo di tre ragazze (Hélène, Johanna e Catherine, poi sostituita da Laly), compagne di stanza, che durante l'università a Parigi incontrano 3 ragazzi musicisti (Nicolas, Christian e Étienne, poi sostituito da Sébastien). Ben presto si sono formate tre coppie (Hélène e Nicolas, Johanna e Christian - detto "Cri Cri adorato" - e Catherine e Étienne), alle quali si aggiungerà quella formata da Bénédicte e Josè, protagoniste di tanti divertenti storie, tra gli alti e bassi tipici delle relazioni giovanili.
L'idea della realizzazione di questa sitcom venne al produttore notando il successo ottenuto dal personaggio di Hélène Girard nelle serie originaria Primi baci. In Francia il personaggio di Hélène divenne protagonista di un vero e proprio fenomeno di massa, mentre in Italia la sitcom Hélène e i suoi amici non ebbe lo stesso successo riscosso nel paese di origine. Sono stati girati, in tutto, 280 episodi, alcuni dei quali, per problemi di censura, sono rimasti a lungo inediti anche in Francia (gli episodi in cui Hélène viene drogata inconsapevolmente - episodi 228-233 o quelli conclusivi della serie - episodi 279-280 - durante i quali il personaggio di Taxi è vittima di un tentativo di stupro di gruppo e i ragazzi decidono di vendicarla organizzando il pestaggio dei colpevoli).

## Personaggi e interpreti
- Hélène Girard, interpretata da Hélène Rollès, doppiata da Rossella Acerbo.
- Nicolas Vernier, interpretato da Patrick Puydebat, doppiato da Massimo De Ambrosis.
- Cathy, interpretata da Cathy Andrieu, doppiata da Silvia Tognoloni.
- Étienne, interpretato da David Proux, doppiato da Vittorio De Angelis.
- Johanna McCormick, interpretata da Rochelle Redfield, doppiata da Eleonora De Angelis.
- Christian Roquier, interpretato da Sébastien Roch, doppiato da Fabrizio Manfredi.
- Bénédicte Breton, interpretata da Laure Guibert, doppiata da Paola Majano.
- José Da Silva, interpretato da Philippe Vasseur, doppiato da Roberto Gammino.
- Laly Paoli, interpretata da Laly Meignan, doppiata da Georgia Lepore.
- Sébastien, interpretato da Sébastien Courivaud, doppiato da Simone Mori.
- Adeline Roquier, interpretata da Manuela Lopez, doppiata da Silvia Tognoloni.
- Christophe, interpretato da Nicolas Bikialo, doppiato da Vittorio De Angelis.
- Nathalie, interpretata da Karine Lollichon, doppiata da Cristina Boraschi.
- Linda, interpretata da Lynda Lacoste, doppiata da Barbara De Bortoli.

## Episodi
| Stagione         | Episodi | Prima TV Francia | Prima TV Italia |
| ---------------- | ------- | ---------------- | --------------- |
| Prima stagione   | 28      | 1992             | 1996            |
| Seconda stagione | 69      | 1992             |                 |
| Terza stagione   | 80      | 1993             |                 |
| Quarta stagione  | 103     | 1994             |                 |

## I seguiti

### Gli amici del cuore
Nel 1995 fu prodotto un seguito, Gli amici del cuore (Le miracle de l'amour) in 159 episodi andati in onda in Francia dal 1994  al 1995, in cui si continua a raccontare la vita di queste ragazze che vivono a Parigi insieme ai loro ragazzi musicisti, nella stessa casa. Il seguito continua a raccontare l'evolversi dei loro amori, e, tra scene divertenti ma realistiche, vengono affrontati temi importanti come la droga e la violenza.

### Les vacances de l'amour
In Francia è stata proposta un'altra serie durata per ben 8 anni ma mai importata in Italia. Questa serie è intitolata Les vacances de l'amour e vede sempre gli stessi personaggi diventati adulti che devono affrontare problemi ben più seri. Gli episodi sono in tutto 160, andati in onda dal 1996 al 2004.

### Les Mysteres de l'amour
Dal 2011 è in produzione un ulteriore seguito, Les Mystères de l'amour, che sta ancora andando in onda in Francia ma è inedito in Italia.
Il nuovo telefilm racconta le vicissitudini dei personaggi principali, ormai tornati a Parigi dopo la parentesi caraibica de Les vacances de l'amour.